# Henry Weston (político)
Henry Weston (1534–1592) foi um membro do parlamento do século XVI: primeiro por Petersfield; depois por Surrey; e finalmente por Petersfield novamente.
Filho de Sir Francis Weston, que foi executado por supostamente cortejar com Ana Bolena, ele residia em Sutton Place em Surrey.